# Fieseler Fi 156 Storch
Fieseler Fi 156 Storch (stork - con cò) là một loại máy bay liên lạc cỡ nhỏ của Đức, được chế tạo bởi hãng Fieseler trước và trong Chiến tranh Thế giới II, và được tiếp tục sản xuất ở các quốc gia khác trong thập niên 1950 cho thị trường tư nhân. Loại máy bay này vẫn còn nổi tiếng cho đến tận ngày nay vì hiệu suất STOL ưu tú của nó, và những phiên bản sau được chế tạo ở Pháp luôn xuất hiện trong các triển lãm hàng không.

## Thiết kế và phát triển
Năm 1935, RLM (Reichsluftfahrtministerium, Bộ hàng không Đế chế Đức) đưa ra một cuộc đấu thầu về một loại máy bay mới cho Không quân Đức (Luftwaffe) (thích hợp cho hoạt động liên lạc, thông tin, hướng dẫn chỉ điểm mục tiêu giữa các đơn vị, ngày nay gọi là Kiểm soát bay tiền phương (Forward Air Control)), và vận chuyển thương bệnh binh, RLM đã đưa ra lời mời đấu thầu với một số công ty. Theo kỹ sư thiết kế chính Reinhold Mews và giám đốc kỹ thuật Erich Bachen viết, Fieseler có khả năng STOL tiên tiến nhất, hoàn thiện nhất vào thời kỳ này. Một thanh gỗ mỏng cố định chạy dọc theo toàn bộ chiều dài cánh trước máy bay, trong khi cánh sau, từ cảm hứng thiết kế bề mặt cánh máy bay Junkers vào đầu thập niên 1930, bao gồm những cánh phụ, là một cánh tà có bản lề và rãnh xẻ. Những cánh này có thể được xếp lại dọc theo thân máy bay, cho phép nó mang được một toa mooc hoặc thậm chí kéo một chiếc xe đằng sau. Những càng trục dài của hệ thống bánh đáp chứa lò xo giảm xóc và dầu mà bị nén khoảng 450 mm (18 inche) khi hạ cánh, cho phép máy bay hạ cánh xuống hầu như bất cứ nơi nào. Trong khi bay chúng được treo xuống, khiến máy bay có vẻ ngoài của một con chim chân dài, cánh lớn, từ đó dẫn đến biệt danh Storch của nó. Với tốc độ hạ cánh rất thấp, Storch thường hạ cánh "tại chỗ" hay thậm chí là thụt lùi, trong trường hợp có gió trực tiếp ở phía trước.

## Các phiên bản

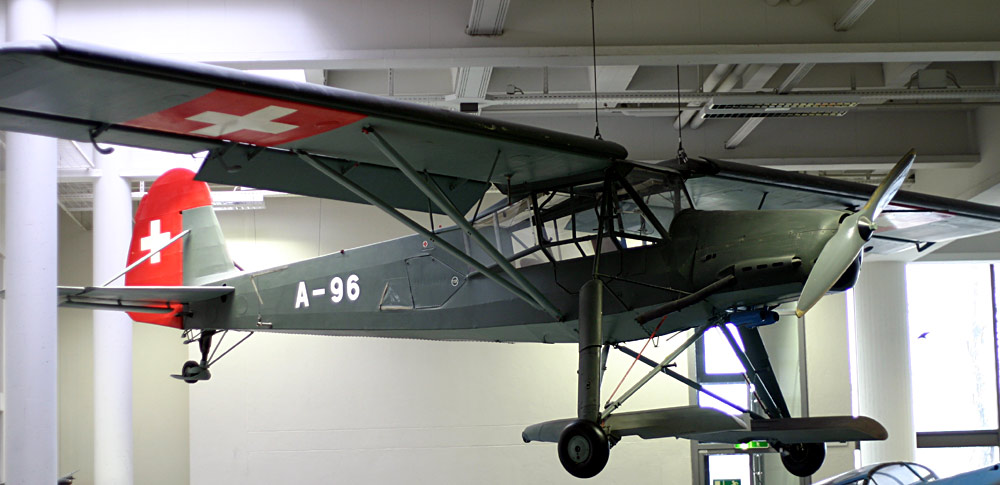
Fi 156C-1 thuộc Không quân Thụy Sĩ

Nguyên mẫu Fi 156 V1 đầu tiên bay vào mùa xuân năm 1936. Nó được trang bị một động cơ Argus As 10C V8 hình chữ V công suất 180 kW (240 hp), tốc độ tối đa của máy bay chỉ là 175 km/h (109 mph), cho phép Storch bay chậm với vận tốc 50 km/h (32 mph), cất cánh trong điều kiện có gió nhẹ với chiều dài đường băng ngắn hơn 45 m (150 ft), và hạ cánh trên đường băng dài 18 m (60 ft). Theo sau đó là nguyên mẫu thứ hai có tên gọi V2 và thứ ba là V3, mẫu V4 được trang bị ván trượt tuyết để có thể hoạt động ở vùng băng tuyết, mẫu thứ năm V5 và 10 máy bay tiền sản xuất Fi 156A-0. Nó ngay lập tức được đưa vào sản xuất hàng loạt bởi Không quân Đức với đơn đặt hàng 16 chiếc, và chiếc Fi 156A-1 sản phẩm đầu tiên bắt đầu hoạt động vào giữa năm 1937.
Fieseler sau đó cũng đưa ra mẫu Fi 156B, mẫu này cho phép các thanh gỗ của gờ trước cánh co lại và có một số thay đổi hình dáng khí động học nhỏ, nó có tốc độ đạt 208 km/h (130 mph). Luftwaffe (không quân Đức) không quan tâm đến những khác biệt nhỏ như vậy, và do đó Fieseler tiếp tục tiến tới phiên bản sản xuất chính là Fi 156C.
Fi 156C thực chất là một phiên bản "linh hoạt" của mẫu A. Với một quãng đường bay nhỏ của những chiếc C-0 đã dẫn đến phiên bản liên lạc 3 chỗ C-1, và kiểu trinh sát 2 chỗ C-2 (kiểu này có một khẩu súng máy MG 15 ở sau để phòng thủ). Cả hai mẫu đều được đưa vào phục vụ vào năm 1939. Năm 1941, cả hai kiểu đều bị thay thế bởi kiểu C-3 "buồng lái phổ thông", thỏa mãn cho bất kỳ vai trò nào. Và phiên bản cuối cùng của Fi 156C là C-5, thực chất là kiểu C-3 với một giá treo dưới bụng cho một thiết bị camera hoặc thùng nhiên liệu vứt được. Một số đã được trang bị ván trượt tuyết, để hoạt động trong vùng băng tuyết.
Những phiên bản khác của Fi 156 bao gồm C-3/Trop, một phiên bản nhiệt đới hóa của Fi 156C-5, và Fi 156D một phiên bản tải thương. Hai mô hình đầu tiên của Fi 156D là máy bay tiền sản xuất D-0, và máy bay sản xuất D-1, trang bị một động cơ Argus As 10P. 10 chiếc Fi 156E tiền sản xuất đã được trang bị với khung bánh đáp có bánh xích. Fi 256 là một phiên bản dân sự 5 chỗ, chỉ có 2 chiếc được chế tạo tại nhà máy Morane-Saulnier ở Puteaux tại Pháp.

## Lịch sử hoạt động

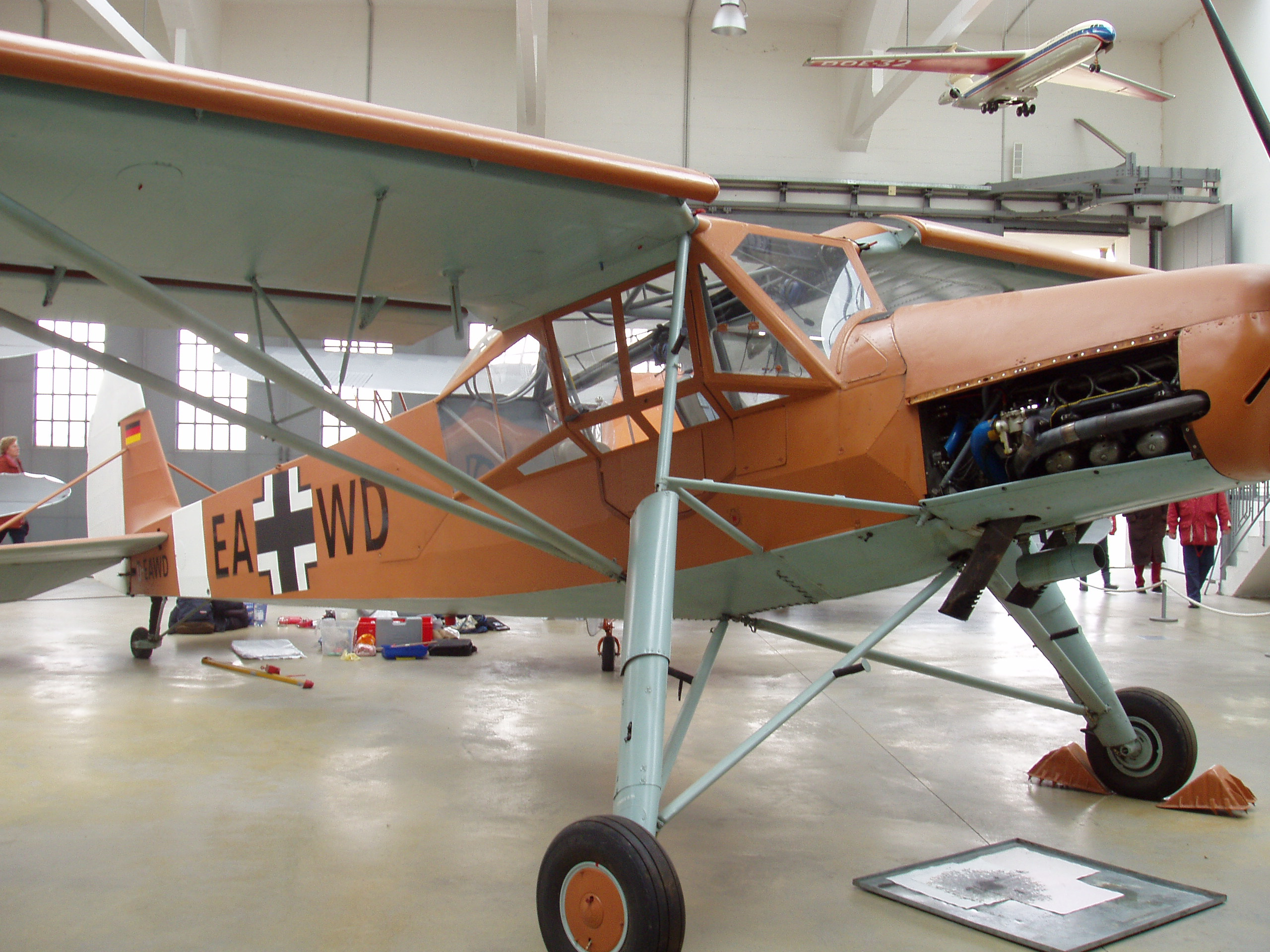
Fi 156 với dấu hiệu của Không quân Đức

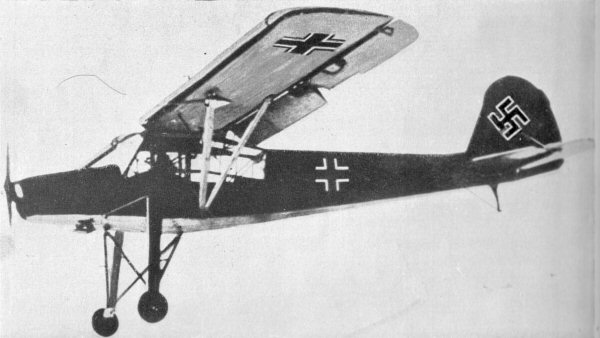
Fi 156 đang bay

Storch có thể được tìm thấy ở mọi mặt trận từ Châu Âu đến Bắc Phi trong Chiến tranh Thế giới II. Loại máy bay này có lẽ luôn luôn nổi tiếng trong vai trò phương tiện vận chuyển trong cuộc giải thoát độc tài Italia Benito Mussolini từ một đỉnh núi gần Monte Cassino, bị bao vây bởi các đơn vị lính Italia. Sĩ quan biệt kích Đức là Otto Skorzeny đã nhảy dù cùng với một đơn vị gồm 90 người lên trên đỉnh nũi và nhanh chóng hoàn thành nhiệm vụ giải cứu Benito Mussolini, nhưng có một vấn đề là làm thế nào để quay trở lại. Một chiếc trực thăng Focke Achgelis Fa 223 đã được gửi đến, nhưng nó đã bị hỏng trên đường đi. Thay vào đó, phi công Walter Gerlach đã bay trên một chiếc Storch, hạ cánh trên đường băng dài 30 m (100 ft), đưa Mussolini và Skorzeny ra khỏi đỉnh núi, máy bay đã cất cánh trên đường băng dài 80 m (250 ft), dù tải trọng vượt quá quy định. Chiếc máy bay Storch liên quan đến cuộc giải cứu Mussolini đã được mã hóa bằng các mẫu tự mã vô tuyến, hay Stammkennzeichen, của "SJ + LL" trong nhưng tin tức hình ảnh được công bố về cuộc giải thoát táo bạo.
26 tháng 4-1945, một chiếc Storch là một trong những chiếc máy bay cuối cùng hạ cánh trên những đường băng dã chiến tại Tiergarten gần Cổng Brandenburg trong thời gian diễn ra Chiến dịch Berlin, 1945 và cơn giãy chết của Đế chế Thứ Ba. Nó được điều khiển bởi phi công thử nghiệm Hanna Reitsch, người đã bay cùng người tình của mình là thống chế Robert Ritter von Greim từ Munich đến Berlin để đáp trả lời triệu tập của Hitler. Một lần ở Berlin, von Greim đã thông báo rằng ông ta sẽ tiếp quản quyền chỉ huy Luftwaffe từ Hermann Goering.
Một chiếc Storch đã trở thành nạn nhân của cuộc hỗn chiến cuối cùng ở Mặt trận Phía Tây và một chiếc khác cũng bị bắn hạ bởi một bản sao của chiếc Storch thuộc quân Đồng minh - một chiếc Piper L-4 Grasshopper - phi công của chiếc L-4 đã sử dụng súng lục để bắn hạ chiếc Storch. Chiếc Storch này là chiếc máy bay duy nhất được biết đến bị bắn hạ bởi một khẩu súng lục trong suốt chiến tranh thế giới II.
Tổng cộng có khoảng 2.900 chiếc Fi 156 Storch, phần lớn là phiên bản C, được sản xuất từ năm 1937 đến năm 1945. Khi nhà máy chế tạo Fieseler Fi 156 chính chuyển sang chế tạo Bf 109 vào năm 1943, việc sản xuất Storch được chuyển tới nhà máy Mráz ở Choceň, Tiệp Khắc. Một số lượng lớn cũng được chế tạo tại nhà máy Morane-Saulnier trong vùng chiếm đóng của Đức ở Pháp, bắt đầu từ tháng 4-1942, với tên gọi M.S.500 Criquet. Cả hai nhà máy tiếp tục sản xuất máy bay sau chiến tranh phục vụ cho các thị trường máy bay dân dụng vùng (tại Tiệp Khắc Fi 156 Storch có tên gọi là K-65 Čáp, có 138 chiếc được chế tạo năm 1949).
Trong suốt chiến tranh, ít nhất 60 chiếc Fi 156 Storch đã bị quân đồng minh chiếm được, một chiếc trở thành máy bay riêng của Thống chế Montgomery.
Vì đặc điểm STOL xuất sắc của mình (mà những lợi ích lớn hiển nhiên cho phi công ở những vùng hoang vắng) do đó đã có nhiều nỗ lực để tái tạo hay sao chép toàn bộ Storch trong các kiểu dáng hiện đại, tức là trong các kiểu dáng khác nhau của các máy bay tự chế tạo. Lưu trữ ngày 8 tháng 1 năm 2009 tại Wayback Machine Một trong những mẫu thành công gần đây trong công việc này là Slepcev Storch được Nestor Slepcev thiết kế. Đây là một chiếc máy bay có 3/4 sự sao chép y hết như chiếc máy bay nguyên bản với một số cải tiến để máy bay đơn giản hơn. Được sử dụng vật liệu hiện đại trong chế tạo nên Slepcev Storch có hiệu suất STOL tốt hơn so với máy bay nguyên mẫu, nó có thể cất cánh trên đường băng 30 m và hạ cánh trên đường băng 50 m không có gió ngược.

## Các quốc gia sử dụng
- Bulgaria
- Campuchia (Sau chiến tranh)
- Croatia

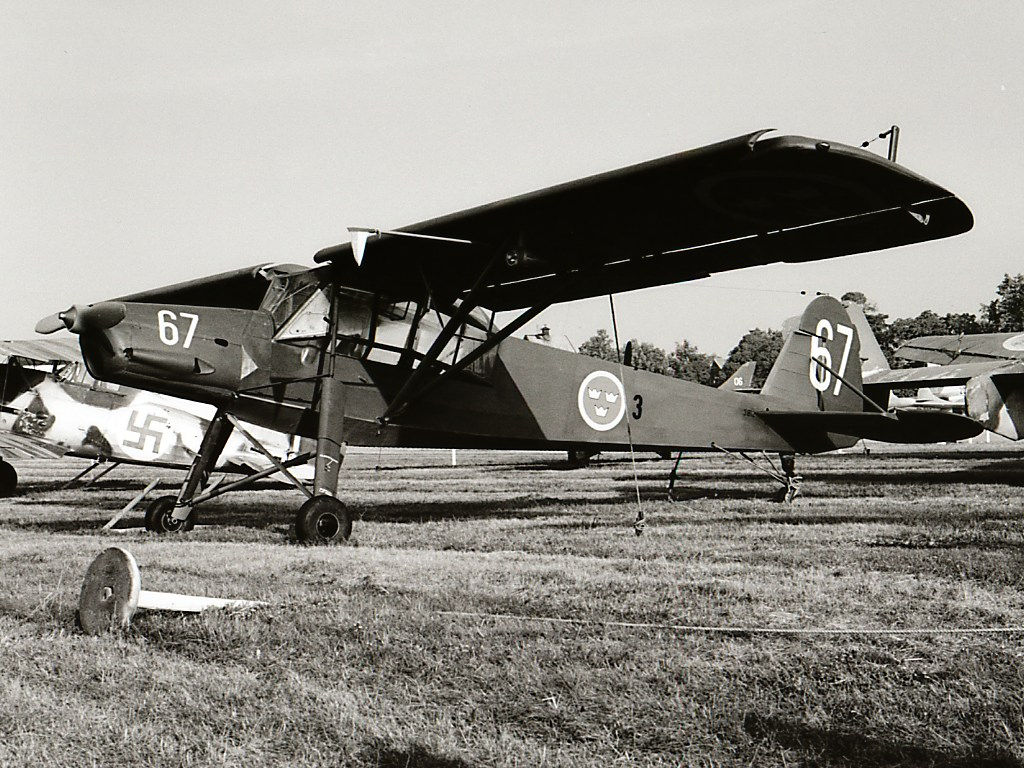
S14 (Fi 156) Không quân Thụy Điển

- Tiệp Khắc (Sau chiến tranh)
- Phần Lan
- Pháp (Sau chiến tranh)
- Germany
- Hy Lạp (Sau chiến tranh)
- Hungary
- Italy
- Lào (Sau chiến tranh)
- Na Uy (Sau chiến tranh)
- Ba Lan (Sau chiến tranh)
- Romania
- Slovakia
- Việt Nam Cộng Hòa (Sau chiến tranh)
- Việt Nam (Sau chiến tranh)
- Liên Xô
- Tây Ban Nha
- Thụy Điển
- Thụy Sĩ
- Anh Quốc
- Vương quốc Nam Tư
- Nam Tư

## Thông số kỹ thuật (Fi 156)

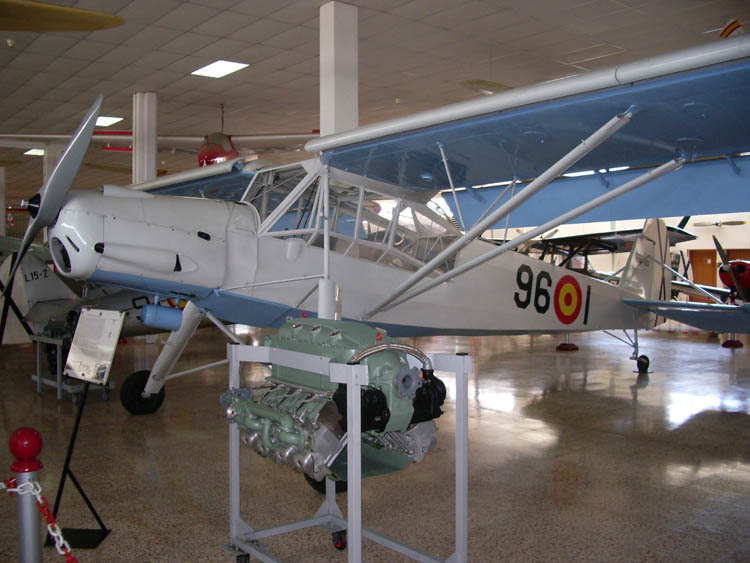
Fi 156 thuộc Không quân Tây Ban Nha và động cơ Argus As 10

Fiesler Fi 156 Storch

### Đặc điểm riêng
- Phi đoàn: 2
- Chiều dài: 9.9 m (32 ft 6 in)
- Sải cánh: 14.3 m (46 ft 9 in)
- Chiều cao: 3.1 m (10 ft 0 in)
- Diện tích cánh: 26 m² (280 ft²)
- Trọng lượng rỗng: 860 kg (1.900 lb)
- Trọng lượng cất cánh: 1.260 kg (2.780 lb)
- Trọng lượng cất cánh tối đa: n/a
- Động cơ: 1× động cơ bố trí tròn làm lạnh bằng không khí Argus As 10, 180 kW (240 hp)

### Hiệu suất bay
- Vận tốc cực đại: 175 km/h (109 mph) trên 300 m (1.000 ft)
- Bán kính chiến đấu: 380 km (210 knots, 240 mi)
- Tầm bay: n/a
- Trần bay: 5.200 m (17.060 ft)
- Vận tốc lên cao: 4.8 m/s (945 ft/min)
- Lực nâng của cánh: 48.5 kg/m² (9.9 lb/ft²)
- Lực đẩy/trọng lượng: 143 W/kg (0.087 hp/lb)

### Vũ khí
- Súng: súng máy MG 15

## Nội dung liên quan

### Máy bay có cùng sự phát triển
- Carlson Criquet
- Fieseler Fi 97
- Pazmany PL-9 Stork
- RagWing RW19 Stork
- Slepcev Storch

### Máy bay có tính năng tương đương
- Aero L-60 Brigadýr
- Dornier Do 27
- Helio Courier-sau chiến tranh (1949) máy bay STOL hạng nhẹ của Mỹ
- Henschel Hs 126
- Ikarus Kurir
- Kobeseiko Te-Go
- Kokusai Ki-76 "Stella"
- Meridionali Ro.63
- Messerschmitt Bf 163
- Piper L4
- Polikarpov Po-2
- Siebel Si 201
- Vultee L-1A Vigilant
- Westland Lysander

### Trình tự thiết kế
- Ta 153 - Ta 154 - BV 155 - Fi 156 - Fi 157 - Fi 158 - Fw 159